# え段

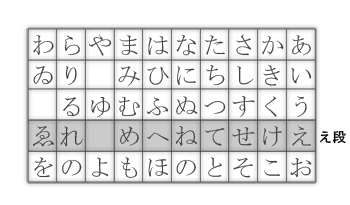
え段在五十音圖中的位置。

是指日語五十音圖中由上而下的第四列（第四段）。中所有的假名發音均含有母音中前不圆唇元音/e̞/，包括、和等九個假名。
 -  -  -  - 